# Friedrichstadt-Palast

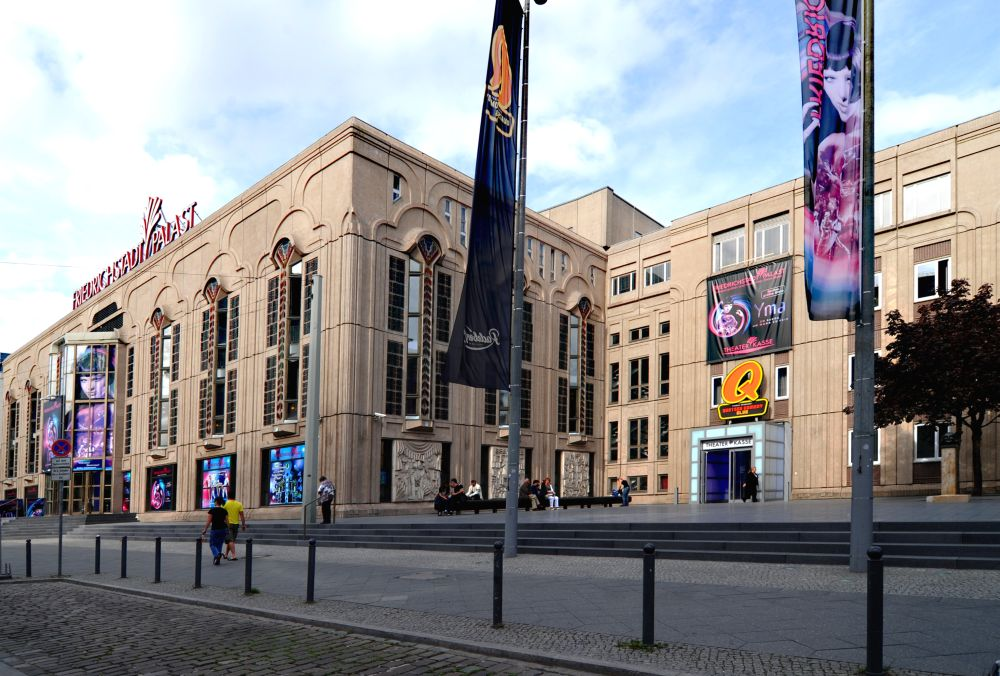
Friedrichstadt-Palast i 2011

O Friedrichstadt-Palast é um teatro de revista construído em 1984 com tecnologia de palco moderna no centro de Berlim. É um dos locais líderes da Europa na apresentação deste tipo de artes performativas, cuja característica representativa é, entre outras, a sua tradicional trupe de bailarinas.

## Primeiro edifício

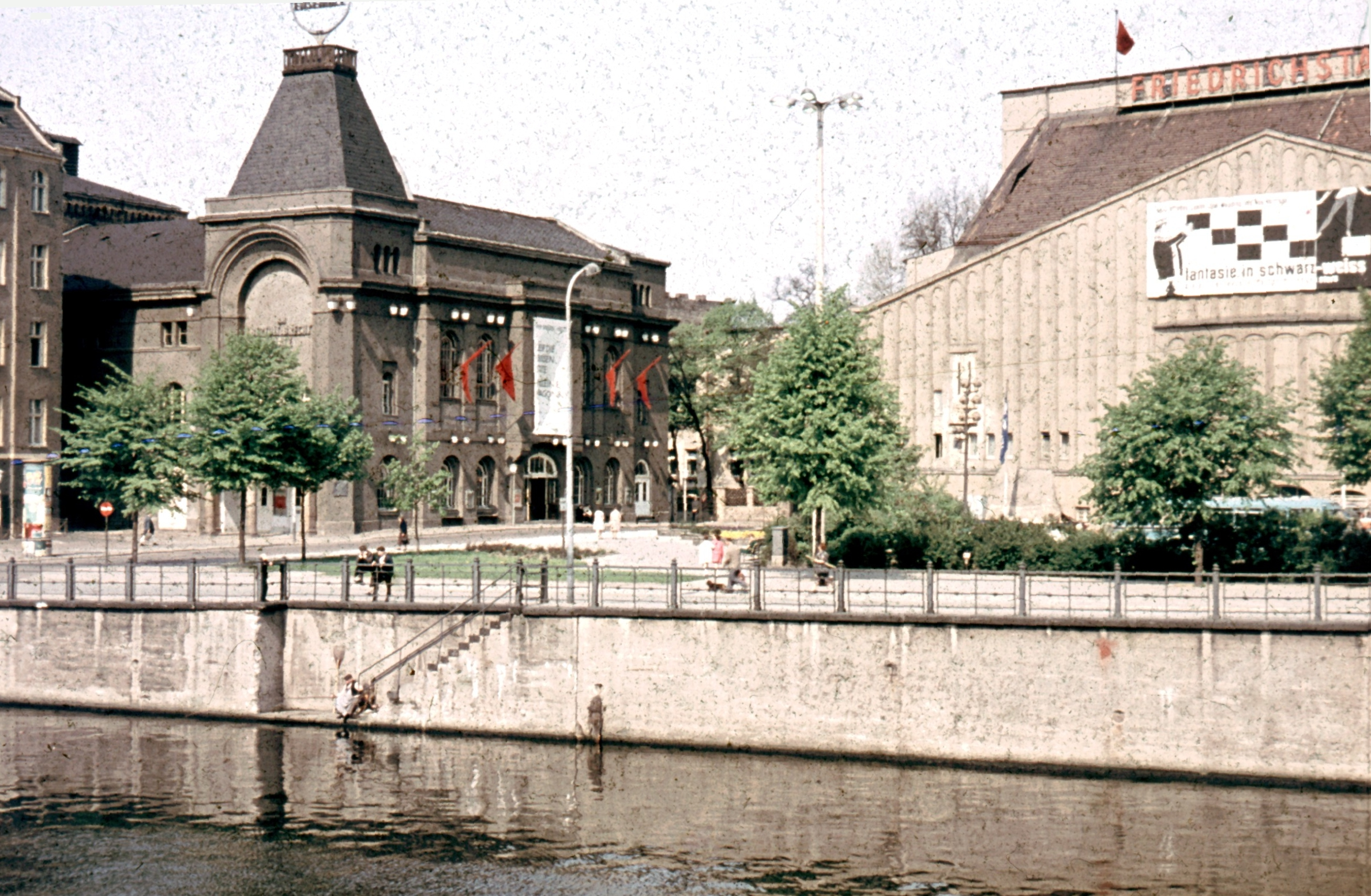
Vista do antigo Friedrichstadt-Palast (à direita) junto à margem do rio Spree

A história do Friedrichstadt-Palast remonta a um pavilhão de mercado antigo, que se encontrava a cerca de 200 metros a sudeste da sua localização atual, cujo endereço oficial em 1867 era Am Zirkus 1.
Em 1873 o edifício foi convertido numa arena de circo de 5.000 lugares sentados. Nas décadas seguintes, o Circo Salamonsky, Renz e Schumann divertiram os berlinenses com as suas atuações.
Em 1910, o pavilhão do mercado tinha sido convertido numa grande arena e Max Reinhardt encenou as primeiras peças de teatro. Reinhardt decidiu reconverter o edifício para a nova utilização, tendo sido reconstruído pelo arquiteto de renome Hans Poelzig. O edifício dispunha de um palco rotativo de 18 metros de diâmetro e um proscénio móvel. Foram ainda acrescentadas a iluminação moderna e tecnologia de efeitos.
Em 1924 o novo encenador Erik Charell encena revistas modernas e consegue que estrelas como os Comedian Harmonists ou La Jana atuem no espaço. Durante a era Nazi, o teatro foi renomeado para Theater des Volkes (teatro do povo). Passaram então a ser apresentadas operetas burguesas.
O edifício foi sujeito a grandes danos no início de 1945 devido aos repetidos ataques aéreos. Depois do fim da guerra, o artista Marion Spadoni reabre a casa de espetáculos em maio de 1945. Passou-se então a chamar Palast Varieté e apresentava agora 3.500 lugares sentados. Pela primeira vez esteve em palco uma pequena orquestra infantil.
Em 1949, a cidade de Berlim tomou conta das instalações, o foi-lhes devolvido o nome Friedrichstadtpalast.
A 29 de fevereiro de 1980 o edifício foi fechado devido à cedência significativa das fundações e à deformação dos pilares de suporte. Depois do grupo se ter mudado para o novo edifício em 1985, iniciou-se quase de imediato a demolição do edifício com quase 120 anos.

## O teatro atual

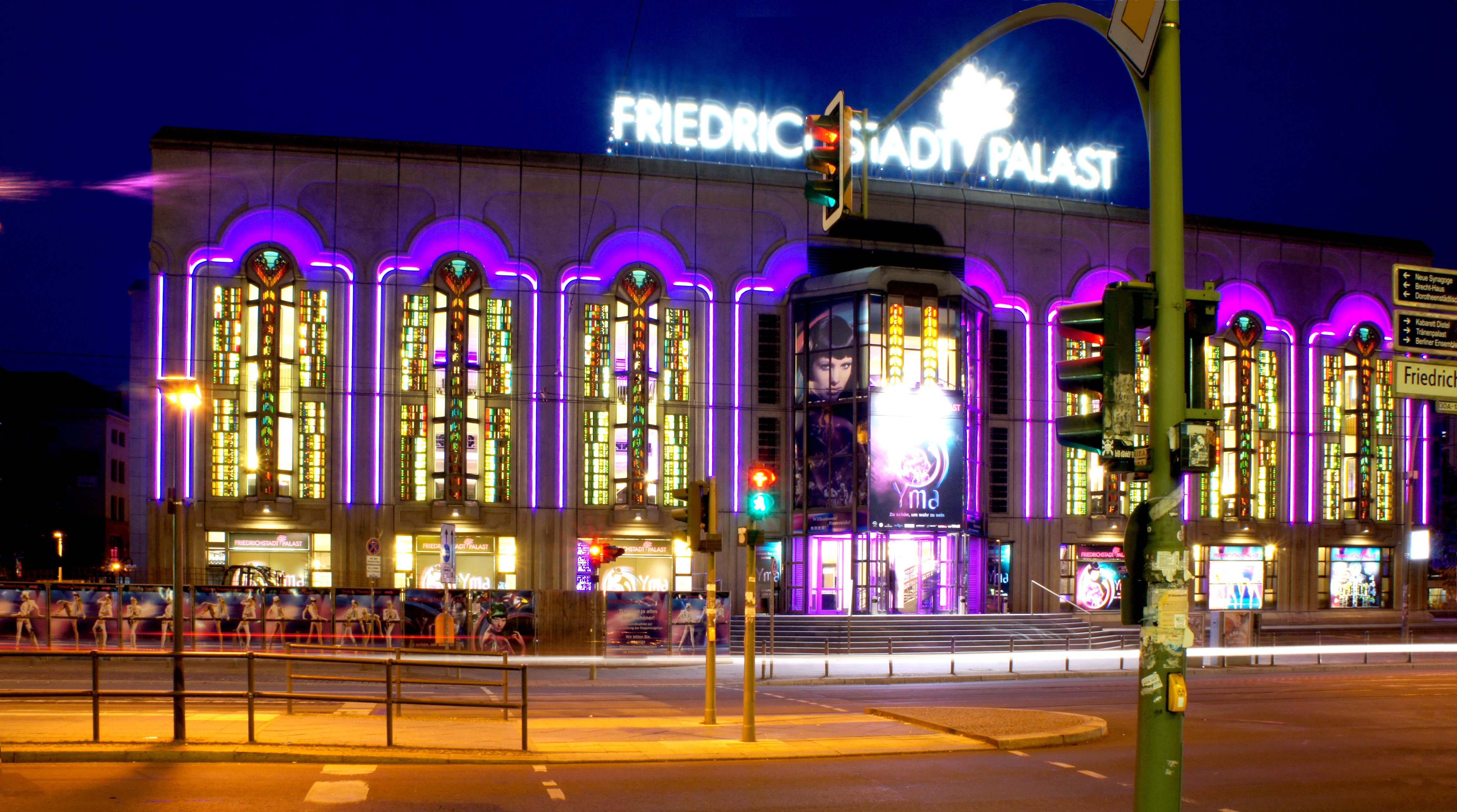
Friedrichstadt-Palast

Atualmente, o Friedrichstadt-Palast é o maior e mais moderno palácio de espetáculos na Europa. O novo Friedrichstadt-Palast abriu ao público a 27 de abril de 1984. Tem uma largura de 80 metros, um comprimento de 110 metros e abrange uma área de 195.000 metros cúbicos.
O grande salão do Friedrichstadt-Palast é usado regularmente como espaço para artes performativas, e tem uma capacidade para 1.895 lugares sentados. A sua área cénica de 2.854 metros quadrados é a maior do mundo. O arco do proscénio com 24 metros de largura é o mais largo da Europa.
O Friedrichstadt-Palast é único na sua programação, abrangendo espetáculos infantis, atuações com convidados, galas de festivais, e outros. O Palast especializou-se em espetáculos complexos e fantásticos que utilizam a iluminação e tecnologia de palco mais avançadas, com mais de cem artistas e números acrobáticos altamente estilizados.
No seguimento de investimentos avultados que chegam aos milhões, o Friedrichstadt-Palast continua a ser o maior e mais moderno palácio de espetáculos da Europa. Atualmente o Friedrichstadt-Palast é conhecido pelo seu programa único e pelo tamanho da sua sala de espetáculos. Aqui, a grande tradição de revista berlinense continua viva. O diálogo em palco foi quase eliminado por completo o que torna o espetáculo adequado para convidados internacionais.